# 1-я Радиаторская улица
1-я Радиаторская улица — улица в Северном административном округе города Москвы на территории Войковского района. Проходит от начала 2-го Войковского проезда до пересечения с 4-м Войковским проездом. Нумерация домов ведётся от 2-го Войковского проезда.

## Происхождение названия
Улица получила своё название в связи с близостью к чугулинолитейному заводу им. Войкова, выпускавшему радиаторы (ныне не существует).

## Описание
Длина — 490 метров. Переулок начинается пересечением со 2-м Войковским проездом и заканчивается пересечением с 4-м Войковским проездом.
Автомобильное движение — по одной полосе в каждом направлении. Светофоров нет. Частично оборудована тротуарами. Примыкание с нечётной стороны — 3-й Войковский проезд.

## Общественный транспорт
Наземный общественный транспорт по переулку не ходит.
- Станция метро «Войковская» — в 130 метрах.
- Платформа Стрешнево Рижского направления (МЦД-2) и станция Стрешнево (МЦК) — в 280 метрах от начала переулка.
- Станция Балтийская (МЦК) — в 570 метрах от конца переулка.

## Фотогалерея

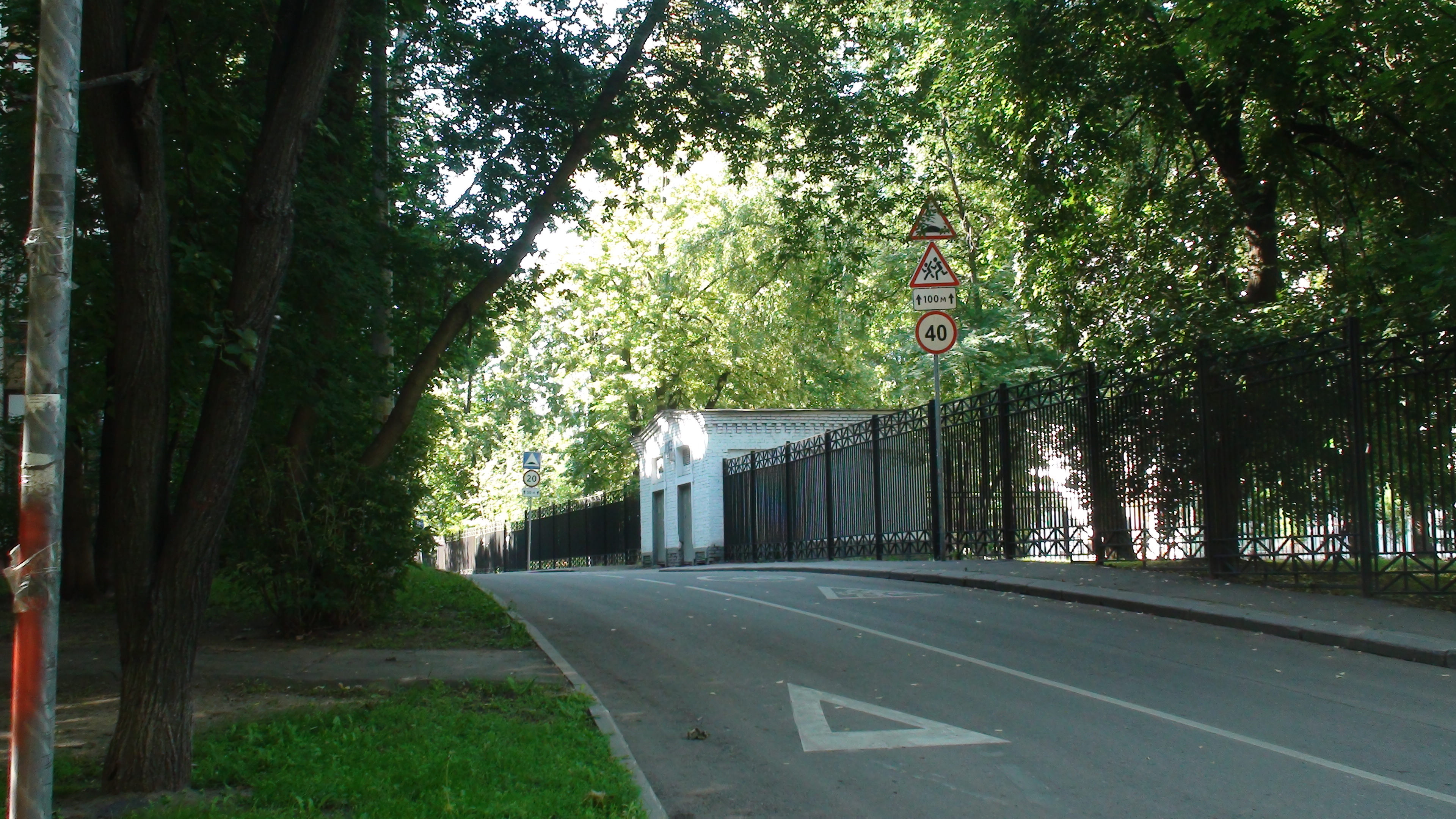
г. Москва 1-я Радиаторская улица
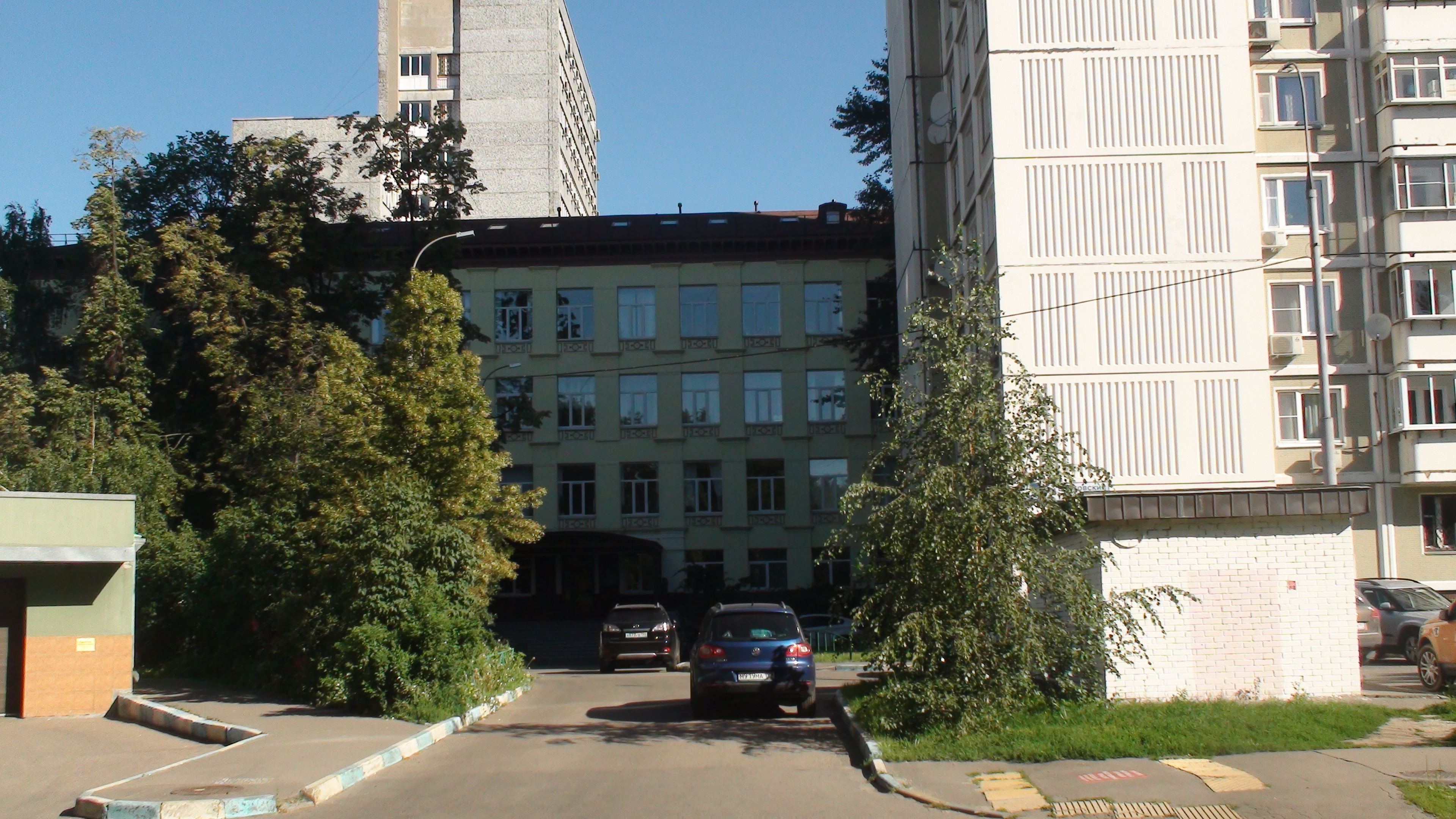
г. Москва 1-я Радиаторская улица
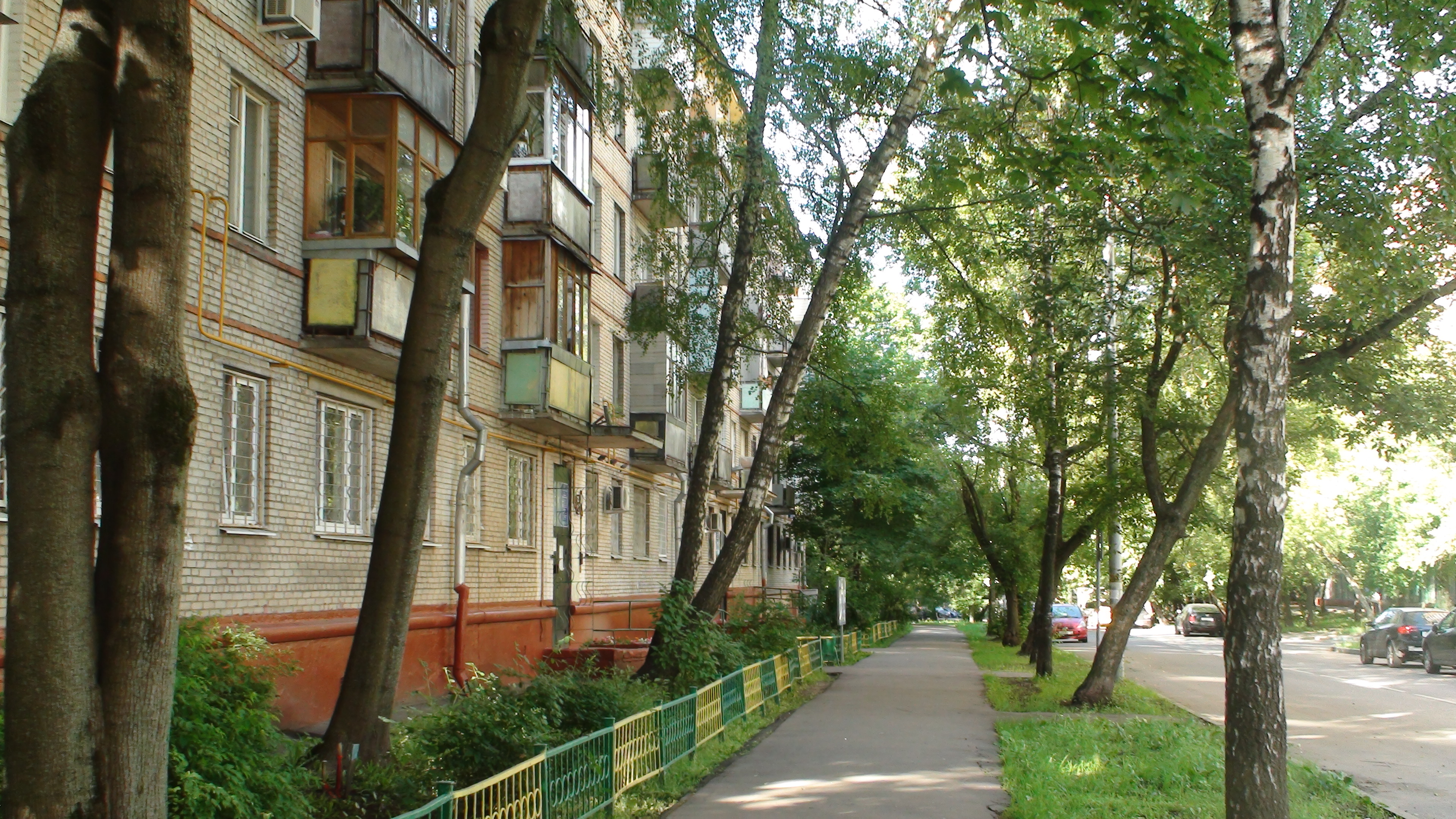
г. Москва 1-я Радиаторская улица